# Jiří Chmelař
Jiří Chmelař (* 15. září 1963 Přerov) je přerovský výtvarník, momentálně[kdy?] tvoří v Čechách u Přerova, kde má ateliér. Dále provozuje galerii s kavárnou CAFE GALLERY JOLA v Olomouci. Je členem VSVM Amart – Volného sdružení výtvarníků Moravy, dále je zakladatelem a bývalým organizátorem letního mezinárodního Workshopu plenérové malby v na zámku v Dřevohosticích. Ve své galerii v Olomouci pořádá pravidelné autorské výstavy různých autorů z České a Slovenské republiky i širšího zahraničí (např. Rakousko, Polsko, Arménie, aj.).

## Výstavy po roce 2000
- 2003 – Galerie AMART zámek Dřevohostice
- 2003 – Galerie Café Praha
- 2004 – Galerie AMART zámek Dřevohostice
- 2005 – Galerie AMART zámek Dřevohostice
- 2005 – Galerie M+M Hranice na Moravě
- 2005 – Galerie 1499 Olomouc
- 2005 – Galerie MěÚ Kojetín
- 2006 – Galerie Muzeum Holešov
- 2006 – Galerie chp. Zlín – Jižní Svahy
- 2006 – Galerie Café Praha
- 2006 – Galerie M+M Hranice na Moravě
- 2006 – Hradní galerie Nové Hrady 2006
- 2006 – Galerie AMART zámek Dřevohostice
- 2007 – U medvídka Vyšší Brod
- 2007 – European Art Fest Linz-Lichtenberg (Rakousko)
- 2007 – Galerie chp. Zlín, Jižní Svahy
- 2007 – Galerie AMART zámek Dřevohostice
- 2007 – Galerie JOLA Olomouc
- 2008 – Galerie chp. Zlín, Jižní Svahy
- 2008 – Schönsee (Německo)
- 2008 – Seekirchen – Salcburk (Rakousko)
- 2008 – Moravské divadlo Olomouc
- 2008 – Galerie CODUM Bratislava (Slovensko)
- 2008 – Bzenecký salón 2008
- 2008 – Galerie města Lišov
- 2008 – Restaurace Le-patissier Praha
- 2009 – Galerie Moravské divadlo Olomouc
- 2009 – Galerie JOLA Olomouc
- 2009 – Salón 2009 Galerie Kotelna Říčany
- 2011 – Galerie M+M Hranice na Moravě (salon 2011)
- 2011 – Bzenecký salón 2011
- 2011 – Zámek Doudleby (plenér)
- 2012 – Salón 2012 Galerie Kotelna Říčany
- 2012 – Galerie M+M Hranice na Moravě
- 2014 – Galerie JOLA Olomouc
- 2016 – Bardejov (Slovensko)